# Vivi o preferibilmente morti
Vivi o preferibilmente morti è un film del 1969 diretto da Duccio Tessari.
Pellicola di genere western all'italiana con protagonisti Giuliano Gemma, Nino Benvenuti e Sydne Rome.

## Trama
Alla morte del nonno Ted e Monty Mulligan hanno la possibilità di ereditare una grossa fortuna ma solo se vivono insieme per almeno sei mesi.
Nonostante i due abbiano abitudini e caratteri molto differenti sono accomunati dal fatto di essere degli squattrinati. In attesa di ricevere l'eredità si buttano in avventure criminose dagli esiti inattesi: dapprima rapiscono la figlia di un banchiere allo scopo di chiedere un riscatto ma questi è ben felice di non rivedere la figlia. Tentano l'assalto di un carico d'oro ma incontrano un'altra banda con lo stesso obiettivo. Ted viene colpito, cade in acqua e viene trascinato dalla corrente mentre Monty dopo aver annientato la banda rivale viene accolto in paese come il difensore del carico d'oro e come premio può sposare la ragazza dalla quale anche lui vorrebbe fuggire. Fortunatamente ricompare Ted che lo salva dal pericoloso matrimonio.